# Foto-Drogista
Foto-Drogista – polski ilustrowany miesięcznik o tematyce fotograficznej, poświęcony fotografii amatorskiej, wydawany w Poznaniu w latach 1933–1939.

## Historia
„Foto-Drogista” był ilustrowanym miesięcznikiem fotograficznym przeznaczonym dla fotografów amatorów, wydawany staraniem Związku Drogerzystów Rzeczypospolitej Polskiej w Poznaniu – jako bezpłatny dodatek do „Wiadomości Drogistowskich” (agendy ZDRP). Redaktorem prowadzącym miesięcznika był Ksawery Gadebusch. Piotr Wójtowicz pełnił funkcję redaktora odpowiedzialnego.
Zawartość czasopisma stanowiły aktualne wiadomości fotograficzne (informacje o aktualnych konkursach, wystawach fotograficznych) oraz wiadomości o nowościach technicznych (m.in. o radiofonii w Polsce). Oddzielną część czasopisma stanowiły ilustrowane artykuły o fotografii, estetyce w fotografii, artykuły poświęcone technice i chemii fotograficznej oraz opisy sprzętu fotograficznego (kamery, obiektywy). Czasopismo publikowało wiele artykułów mających charakter poradnika dla początkujących fotoamatorów. Wiele miejsca poświęcono na prezentację sylwetek oraz zdjęć polskich fotografów. Na łamach „Foto-Drogisty” organizowano cykliczne konkursy fotograficzne dla czytelników miesięcznika.
Ostatni numer miesięcznika „Foto-Drogista” ukazał się w 1939 roku.